# Eggebard d'Hesbaye
Eggebard (o Ekkehard) fou comte d'Hesbaye, esmentat vers 834.
La Vita Hludovici esmenta que Lotari I va capturar el seu pare Lluís el Pietós en el pagus d'Hesbaye (pagum Hasbaniensem) on era comes Eggebardus que junt amb els senyors locals va procurar l'alliberament del captiu (834). No torna a ser esmentat però s'esmenta un Ekkehard als Annales Bertiniani entre els comtes morts el 844 al setge de Tolosa contra Pipí II d'Aquitània, i del qual dos fill foren fets presoners.